# لهجة کوهمرتي
هناك لهجة خاصة للكوهمرة في منطقة كوهمرة ومعظم السكان المحليين يتحدثون هذه اللهجة التي تعد واحدة من السمات القديمة للرادار. . نظرًا لأسباب تاريخية صلبة ووثائق ومراجع منطقية ومكتوبة لبعض اللغويين المحليين والأجانب ، فإن لهجة كوهمرتي هي بلا شك استمرار لهجة الإيرانيين القدماء ، وخاصة الساسانيين .   لغة الكومهارية هي واحدة من اللهجات الشمالية والأصلية اللغة الأتشومية .